# Stephen Bourne
Stephen Bourne (7 de enero de 1944) es un informático británico residente en Estados Unidos, autor del Bourne Shell (sh), el intérprete de órdenes estándar en los sistemas Unix.

## Biografía
Bourne es licenciado en matemáticas por King's College de Londres y tiene un diploma Máster y Ph.D. en matemáticas de la Universidad de la Trinidad, Cambridge.
Bourne pasó nueve años en los laboratorios de Bell con la séptima edición de Unix. Además de la Bourne Shell, escribió el depurador y el sistema de UNIX, el segundo libro del adb en el sistema de UNIX, previsto para el público en general.
Después de los laboratorios de Bell, Bourne trabajó en posiciones mayores de la gerencia de la ingeniería en Cisco Systems, Sun Microsystems, Digital Equipment Corporation y Silicon Graphics.
Hasta 2014 Bourne fue director de tecnología en Icon Venture Partners, una firma de capital de riesgo con sede en Menlo Park, California. Es presidente del consejo editorial  de ACM Queue, una revista que ayudó a fundar cuando era presidente de la Association for Computing Machinery.